# NHL Foundation Player Award
L'NHL Foundation Player Award è un premio annuale istituito dalla National Hockey League e assegnato al giocatore della NHL che applica i valori fondamentali dell'hockey su ghiaccio -impegno, perseveranza e lavoro di squadra- per arricchire la vita delle persone nella sua comunità. Al vincitore viene consegnato un assegno dal valore di 25.000 dollari per aiutarlo nella causa da lui sostenuta. Il vincitore dell'NHL Foundation Player Award è selezionato dal Commissioner Gary Bettman e dai dirigenti della NHL Pat Flatley, Bernadette Mansur e Kenneth Martin, Jr.

## Storia
Sedici giocatori hanno conquistato L'NHL Foundation Player Award fin dalla sua creazione. Kelly Chase fu premiato per primo con l'NHL Foundation Player Award al termine della stagione 1997-98. Mike Fisher è il più recente vincitore del trofeo. Nessun giocatore ha mai vinto il trofeo più di una volta. I Buffalo Sabres sono l'unica squadra a poter vantare due vincitori. Il premio è strettamente legato ai criteri di assegnazione del King Clancy Memorial Trophy, entrambi premi assegnati a giocatori impegnati attivamente in ambito sociale ed umanitario in favore delle loro comunità. Il tedesco Olaf Kölzig, lo svedese Henrik Zetterberg e gli statunitensi Ryan Miller e Dustin Brown sono gli unici vincitori non canadesi, mentre Ron Francis e Joe Sakic sono stati inseriti anche nella Hockey Hall of Fame.

## Vincitori

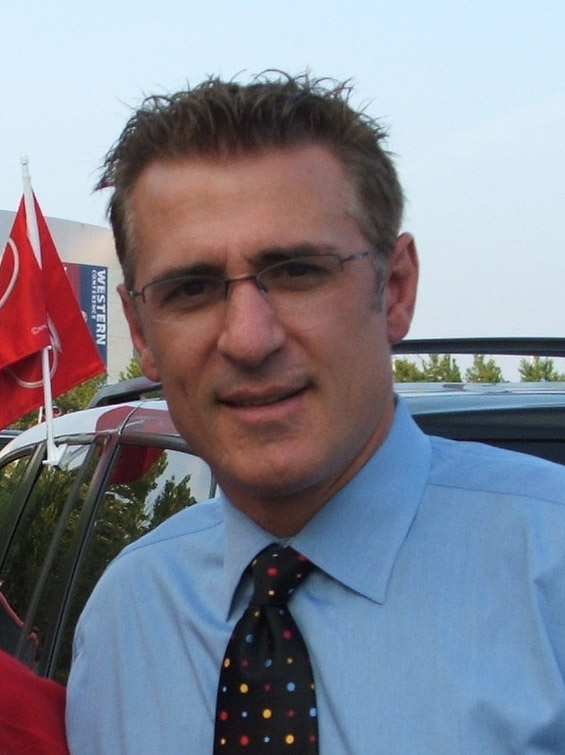
Ron Francis vincitore nel 2002.

|  | Giocatore ancora in attività nella NHL |

| Stagione  | Vincitore                            | Posizione                            | Squadra                              | Nota                                 |
| --------- | ------------------------------------ | ------------------------------------ | ------------------------------------ | ------------------------------------ |
| 1997-98   | Kelly Chase                          | Ala destra                           | St. Louis Blues                      | [ 3 ]                                |
| 1998-99   | Rob Ray                              | Ala destra                           | Buffalo Sabres                       | [ 7 ]                                |
| 1999-2000 | Adam Graves                          | Ala sinistra                         | New York Rangers                     | [ 8 ]                                |
| 2000-01   | Olaf Kölzig                          | Portiere                             | Washington Capitals                  | [ 9 ]                                |
| 2001-02   | Ron Francis                          | Centro                               | Carolina Hurricanes                  | [ 10 ]                               |
| 2002-03   | Darren McCarty                       | Ala destra                           | Detroit Red Wings                    | [ 2 ]                                |
| 2003-04   | Jarome Iginla                        | Ala destra                           | Calgary Flames                       | [ 11 ]                               |
| 2004-05   | Premio non assegnato per il lockout. | Premio non assegnato per il lockout. | Premio non assegnato per il lockout. | Premio non assegnato per il lockout. |
| 2005-06   | Marty Turco                          | Portiere                             | Dallas Stars                         | [ 12 ]                               |
| 2006-07   | Joe Sakic                            | Centro                               | Colorado Avalanche                   | [ 13 ]                               |
| 2007-08   | Vincent Lecavalier                   | Centro                               | Tampa Bay Lightning                  | [ 1 ]                                |
| 2007-08   | Trevor Linden                        | Ala destra                           | Vancouver Canucks                    | [ 1 ]                                |
| 2008-09   | Rick Nash                            | Ala sinistra                         | Columbus Blue Jackets                | [ 14 ]                               |
| 2009-10   | Ryan Miller                          | Portiere                             | Buffalo Sabres                       | [ 15 ]                               |
| 2010-11   | Dustin Brown                         | Ala destra                           | Los Angeles Kings                    | [ 15 ]                               |
| 2011-12   | Mike Fisher                          | Centro                               | Nashville Predators                  | [ 4 ]                                |
| 2012-13   | Henrik Zetterberg                    | Centro                               | Detroit Red Wings                    | [ 16 ]                               |
| 2013-14   | Patrice Bergeron                     | Centro                               | Boston Bruins                        | [ 17 ]                               |
| 2014-15   | Brent Burns                          | Difensore                            | San Jose Sharks                      |                                      |
| 2015-16   | Mark Giordano                        | Difensore                            | Calgary Flames                       |                                      |